# Thermus thermophilus
Thermus thermophilus ist eine Spezies gramnegativer Eubakterium aus dem Phylum (Abteilung) Deinococcus-Thermus und wird in vielen biotechnologischen Prozessen verwendet. Das optimale Wachstum liegt bei 49 bis 72 °C, das Bakterium ist somit sehr thermophil. Thermus thermophilus wurde 1974 in heißen Quellen auf der Izu-Halbinsel in Japan gefunden und ist in mehrere Subtypen oder Stämme untergliedert. Am häufigsten befasst man sich mit den Subtypen HB8 (Referenzstamm) und HB27, deren Genom 2004 entschlüsselt wurde.
Aus Thermus thermophilus wird eine für die Polymerase-Kettenreaktion relevante thermostabile Polymerase (Tth) gewonnen. Sie katalysiert mit optimaler Aktivität bei 70 bis 80 °C. Das Enzym benötigt zweiwertige Ionen.

## Forschungsgeschichte

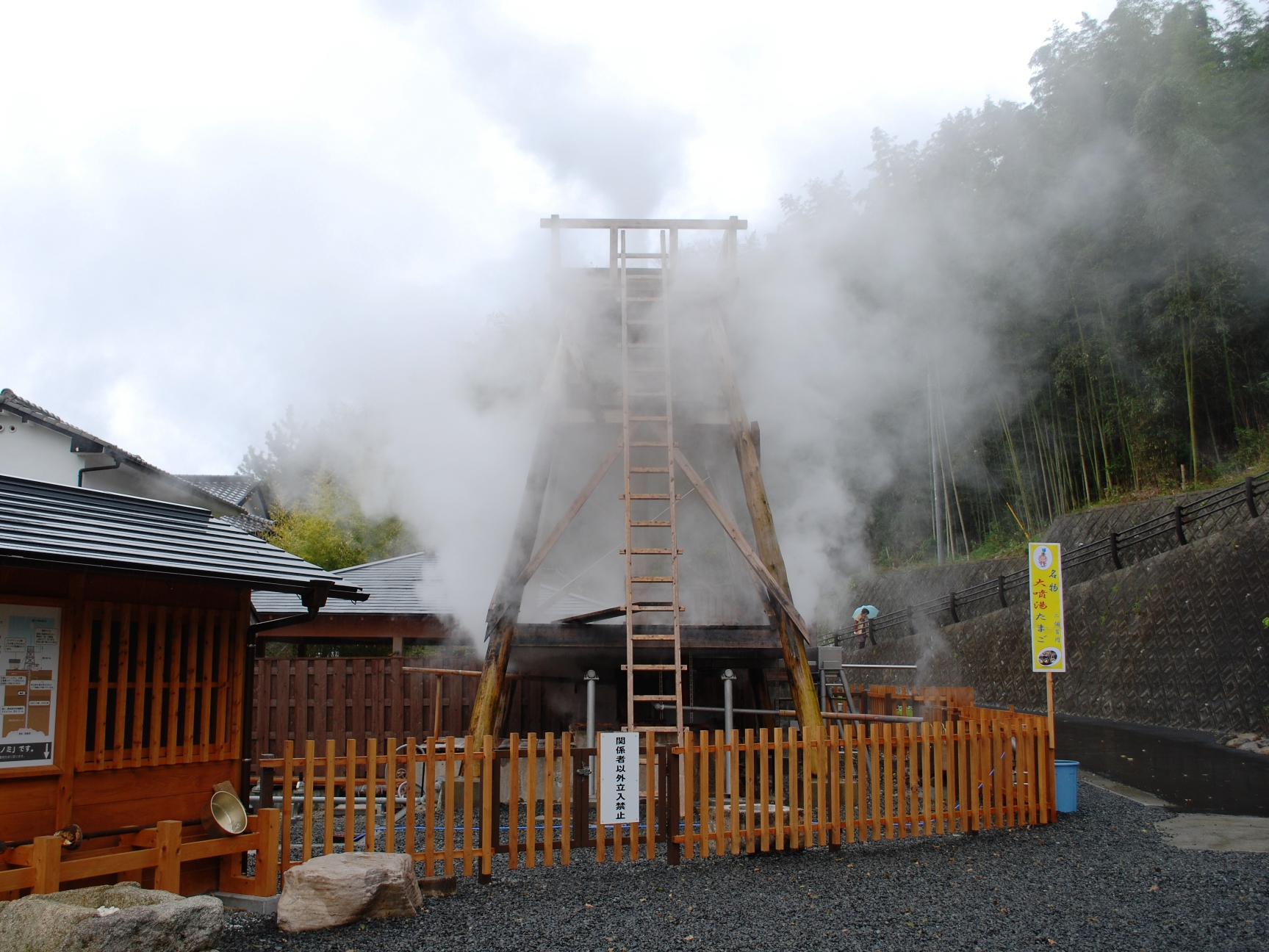
Geysirausbruch an der heißen Quelle Mine Onsen

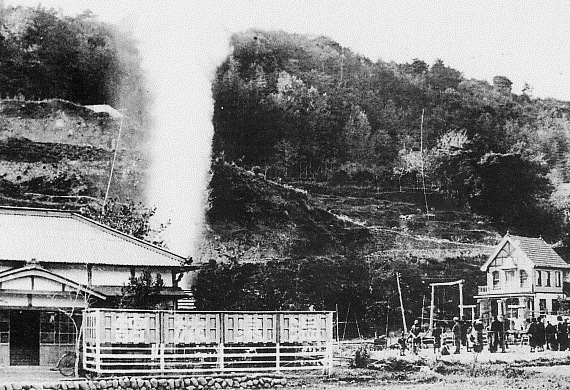
Mine Onsen, Aufnahme zw. 1926 und 1945

Die Erforschung biologischer Organismen in heißen Quellen begann in den 1960er Jaren. Anfangs dachte man, dass thermophile Bakterien (und Archaeen, aber diese Unterscheidung gab es damals noch nicht) bei Temperaturen von über 55 °C nicht überleben könnten. 
Man entdeckte jedoch bald, dass viele Bakterien in verschiedenen dieser heißen Quellen selbst bei höheren Temperaturen nicht nur überleben, sondern sogar wachsen und gediehen. 
1969 isolierten Thomas D. Brock und Hudson Freeze von der Indiana University aus der Mushroom Spring im Yellowstone-Nationalpark einen solch extrem thermophilen Bakterianstamm, den sie als Thermus aquaticus YT-1 bezeichneten. Er war der erste Vertreter der Gattung Thermus. seitdem wurden weitere Spezies und Stämme dieser Gattung Thermus in ähnlichen Umgebungen auf der ganzen Welt gefunden; u. a. der Stamm T. thermophilus HB8 (ursprünglich der als Stamm einer Spezies Flavobacterium thermophilum beschrieben, ab 1974 zu Gattung Thermus verschoben). Dieser wurde im September 1968 von Tairo Oshima aus Proben von einer heißen Quelle Mine Onsen (alias Mine Hot Spring) auf der Izu-Halbinsel (Japan) isoliert (Yoshida & Oshima, 1971).
Die thermostabilen DNA-Polymerasen von Stämmen der Spezies T. aquaticus (Taq-Polymerasen) und T. thermophilus (Tth-Polymerasen) finden heute Verwendung für die Polymerase-Kettenreaktion (englisch Polymerase Chain Reaction), neben anderen DNA-Polymerasen, aber inzwischen auch solche aus thermophilen Archaeen.

## Viren
Thermus thermophilus wird (u. a.) von den zwei nahe verwandten Viren (Bakteriophagen) parasitiert:
- Thermus-Phage P23-45, Spezies: Thermus-Virus P23-45 (wiss. Oshimavirus P2345)[13][14][15]
- Thermus-Phage P74-26, Spezies: Thermus-Virus P74-26 (wiss. Oshimavirus P7426)[13][14][16]

Beide Viren sind thermophil, d. h. – wie ihre Wirte – hitzeliebend. Sie gehören zur Gattung Oshimavirus (früher P23virus) und sind vom Morphotyp der Siphoviren, was sie als Mitglieder der Klasse Caudoviricetes (Caudoviren: Viren mit Kopf-Schwanz-Aufbau) kennzeichnet. Ihr ursprünglicher Fundort ist, wie 2006 von M. X. Yu, Michael R. Slater und Hans-Wolfgang Ackermann berichtet, der Vulkan Uson  auf Kamtschatka (Doline).
P74-26 hat unter den Siphoviren (und damit unter allen Viren) mit fast einem Mikrometer den längsten „Schwanz“ (üblich sind bei Siphoviren 50 bis 1.200 Nanometer) und wird daher auch „Rapunzel-Virus“ genannt.
Diese Beobachtung ist umso bemerkenswerter, weil der biegsame „Schwanz“ bei den im Habitat der Viren und ihrer Wirte möglichen Temperaturen von über 76 °C noch thermisch stabil ist.

## Weiterführende Literatur
- Naoki A. Uemura, Naoya Chiba, Ryota Morikawa, Masatada Tamakoshi, Daisuke Nakane. Rapid water flow triggers long-distance positive rheotaxis for thermophilic bacteria Open Access. In: The ISME Journal, 1. August 2025, wraf164; doi:10.1093/ismejo/wraf164 (englisch). Dazu:
  - Dancing against the current: Microbial survival strategy. Auf: EurekAlert! vom 5. August 2025 (engl.).